# Animales fantásticos (serie cinematográfica)
Animales fantásticos (en inglés, Fantastic Beasts) es una serie cinematográfica dirigida por David Yates y concebida como una precuela derivada de las novelas y películas de Harry Potter. La distribuye Warner Bros., y está compuesta por tres cintas de fantasía: Animales fantásticos y dónde encontrarlos (2016), Los crímenes de Grindelwald (2018) y Los secretos de Dumbledore (2022). Tras la saga que entre 2001 y 2011 adaptó directamente los libros de Harry Potter, Animales fantásticos constituye la segunda serie fílmica del universo compartido perteneciente a la franquicia mediática Mundo Mágico.
J. K. Rowling escribió los guiones originales de cada entrega, y Steve Kloves —guionista de Harry Potter— colaboró en la reescritura del tercer largometraje. La trama principal narra la lucha de Albus Dumbledore y sus aliados, encabezados por Newt Scamander durante sus expediciones para rescatar criaturas mágicas, contra Gellert Grindelwald. Todo ello se desarrolla en el periodo previo a la Primera Guerra Mágica y la Segunda Guerra Mundial.
Eddie Redmayne interpreta a Newt Scamander, protagonista de la saga. Jude Law encarna a Albus Dumbledore, mientras que el villano Gellert Grindelwald ha sido interpretado por Colin Farrell, Johnny Depp y Mads Mikkelsen. El reparto lo completan Ezra Miller, Katherine Waterston, Alison Sudol, Dan Fogler, Victoria Yeates, Jessica Williams, Callum Turner y Richard Coyle.
La producción estuvo a cargo de David Heyman, a través de Heyday Films, durante más de seis años. La saga ha alcanzado un notable éxito comercial, con una recaudación superior a los US$1 800 millones, triplicando el coste estimado de las películas. La primera entrega recibió críticas mayoritariamente positivas, mientras que las dos siguientes generaron opiniones divididas; algunos especialistas consideran que el conjunto resulta inferior a la serie de Harry Potter.

## Origen

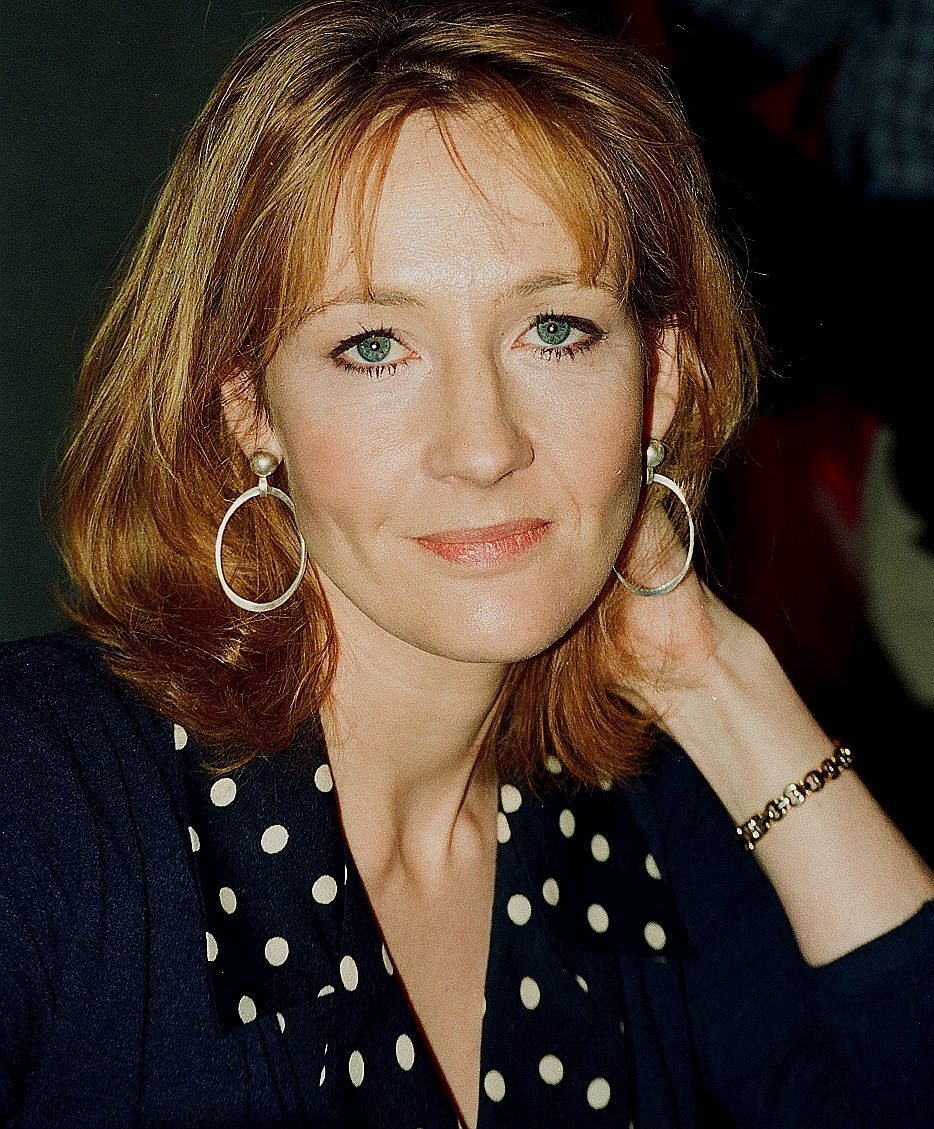
J. K. Rowling, autora de las novelas de Harry Potter, escribió los guiones de las tres películas de Animales fantásticos y colaboró con Steve Kloves en la tercera entrega.

En septiembre de 2013, dos años después del cierre de la serie cinematográfica de Harry Potter con Las reliquias de la Muerte: parte 2 (2011), Warner Bros. anunció su intención de ampliar el universo ficticio de la saga para transformarlo en el Mundo Mágico. A partir de entonces, J. K. Rowling comenzó a trabajar en el guion de una película precuela titulada Animales fantásticos y dónde encontrarlos (2016), basada en el libro homónimo que publicó en 2001 con fines benéficos para la organización británica Comic Relief. La obra, inspirada en la guía ficticia mencionada en las novelas, sirvió como punto de partida para la historia, situada setenta años antes de las aventuras de Harry Potter y centrada en las peripecias de su autor, Newt Scamander. La serie supuso el debut de Rowling como guionista cinematográfica y se concibió como el inicio de una nueva saga, inicialmente llamada Animales fantásticos.
Según relató Rowling, tras la propuesta de Warner Bros. de adaptar Animales fantásticos o Quidditch a través de los tiempos (2001), escribió un primer borrador en doce días. Al respecto señaló: «No era un gran guion, pero mostraba la estructura que podría tener. Así empezó todo». En marzo de 2014 se confirmó que el proyecto se desarrollaría como una trilogía, con la primera entrega ambientada en Nueva York y con el regreso del productor David Heyman y del guionista Steve Kloves, ambos vinculados a las películas de Harry Potter.

## Producción

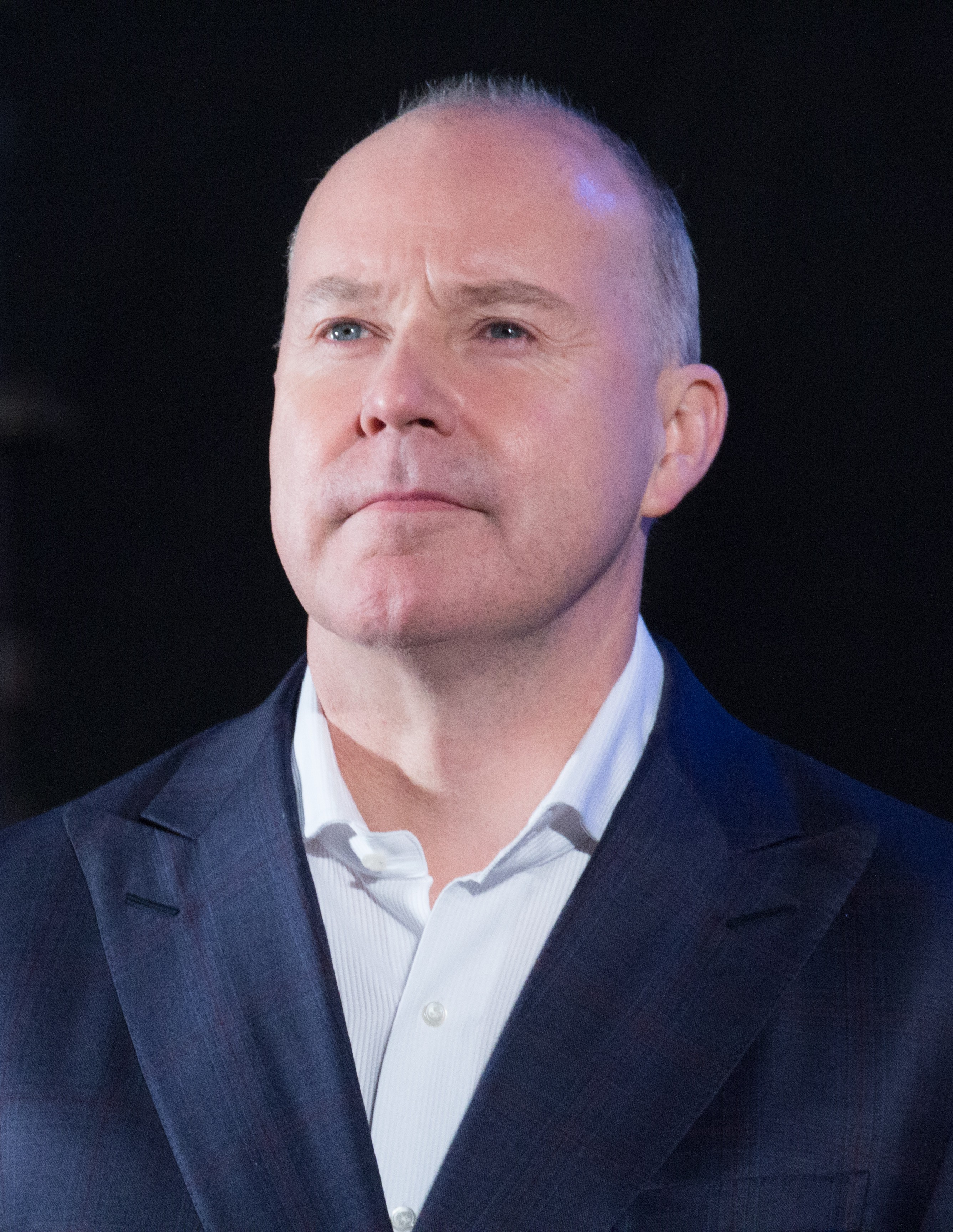
David Yates dirigió las tres películas de la serie, tras haber estado a cargo de las últimas cuatro películas de Harry Potter.

En junio de 2015, Eddie Redmayne fue elegido para interpretar a Newt Scamander, el zoólogo más destacado del Mundo Mágico. El elenco incluyó a Katherine Waterston como Tina Goldstein, Alison Sudol como Queenie Goldstein, Dan Fogler como Jacob Kowalski, Ezra Miller como Credence Barebone, Samantha Morton como Mary Lou, Jenn Murray como Chastity Barebone, Faith Wood-Blagrove como Modesty Barebone y Colin Farrell como Percival Graves / Gellert Grindelwald. El rodaje comenzó en agosto de 2015 en Warner Bros. Studios Leavesden. En octubre, la producción se trasladó al St George's Hall en Liverpool (Inglaterra), que fue ambientado como la ciudad de Nueva York durante los años 1920. Animales fantásticos y dónde encontrarlos se estrenó mundialmente en noviembre de 2016.
La segunda película fue anunciada en marzo de 2014. En octubre de 2016, se confirmó el regreso de Yates como director y de Rowling como guionista. También se anunció que Redmayne volvería a interpretar a Newt a lo largo de toda la serie. Al mes siguiente, Johnny Depp fue confirmado como parte del reparto principal, retomando el papel de Gellert que había interpretado brevemente en la primera entrega, en reemplazo de Farrell. Asimismo, se informó que Albus Dumbledore aparecería en futuras entregas, representado por un actor joven con el objetivo de asumir el rol protagónico en la continuación de la saga. En abril de 2017, se confirmó la incorporación de Jude Law como Albus y que la historia se desarrollaría en Nueva York, Gran Bretaña y París. El rodaje comenzó en julio de 2017 en Warner Bros. Studios Leavesden y finalizó en diciembre. Animales fantásticos: los crímenes de Grindelwald se estrenó en noviembre de 2018.
La filmación de la tercera entrega, prevista inicialmente para julio de 2019 y con estreno programado para noviembre de 2020, fue pospuesta hacia finales de ese año con el propósito de revisar el guion y redefinir el rumbo de la saga. En 2018, Rowling aseguró en Twitter que la película respondería las preguntas pendientes de las dos entregas anteriores. En octubre de 2019, Fogler declaró que el rodaje comenzaría en febrero de 2020. Un mes después, se anunció que Rowling había coescrito el guion junto con Steve Kloves, quien regresó tras no participar como guionista en los dos filmes previos. En marzo de 2020, justo antes del inicio del rodaje, la pandemia de COVID-19 obligó a Warner Bros. a posponer la producción, lo que provocó un nuevo retraso en el estreno, trasladado de noviembre de 2021 a julio de 2022. En agosto de 2020, Warner Bros. confirmó que el rodaje iniciaría en septiembre. Ese mismo mes, Redmayne informó que llevaban dos semanas filmando bajo estrictas medidas sanitarias. En noviembre, Depp anunció que Warner Bros. le solicitó abandonar su papel, a lo que accedió. Poco después, se confirmó que Mads Mikkelsen asumiría el personaje. En febrero de 2021, las autoridades sanitarias suspendieron temporalmente la filmación en el Reino Unido debido a un caso positivo de COVID-19. Ese mes, el compositor James Newton Howard confirmó que la producción ya había concluido. En septiembre de 2021, el estudio adelantó el estreno tres meses, fijándolo en abril de 2022, y reveló el título oficial: Animales fantásticos: los secretos de Dumbledore. La película se estrenó una semana antes en algunos países de Europa y Asia.

## Películas
| Película                                          | Fecha de estreno        | Director    | Guionista(s)                 | Productor(es)                                                        |
| ------------------------------------------------- | ----------------------- | ----------- | ---------------------------- | -------------------------------------------------------------------- |
| Animales fantásticos y dónde encontrarlos         | 18 de noviembre de 2016 | David Yates | J. K. Rowling                | David Heyman, J. K. Rowling, Steve Kloves y Lionel Wigram            |
| Animales fantásticos: los crímenes de Grindelwald | 16 de noviembre de 2018 | David Yates | J. K. Rowling                | David Heyman, J. K. Rowling, Steve Kloves y Lionel Wigram            |
| Animales fantásticos: los secretos de Dumbledore  | 15 de abril de 2022     | David Yates | J. K. Rowling y Steve Kloves | David Heyman, J. K. Rowling, Steve Kloves, Lionel Wigram y Tim Lewis |

### Animales fantásticos y dónde encontrarlos(2016)

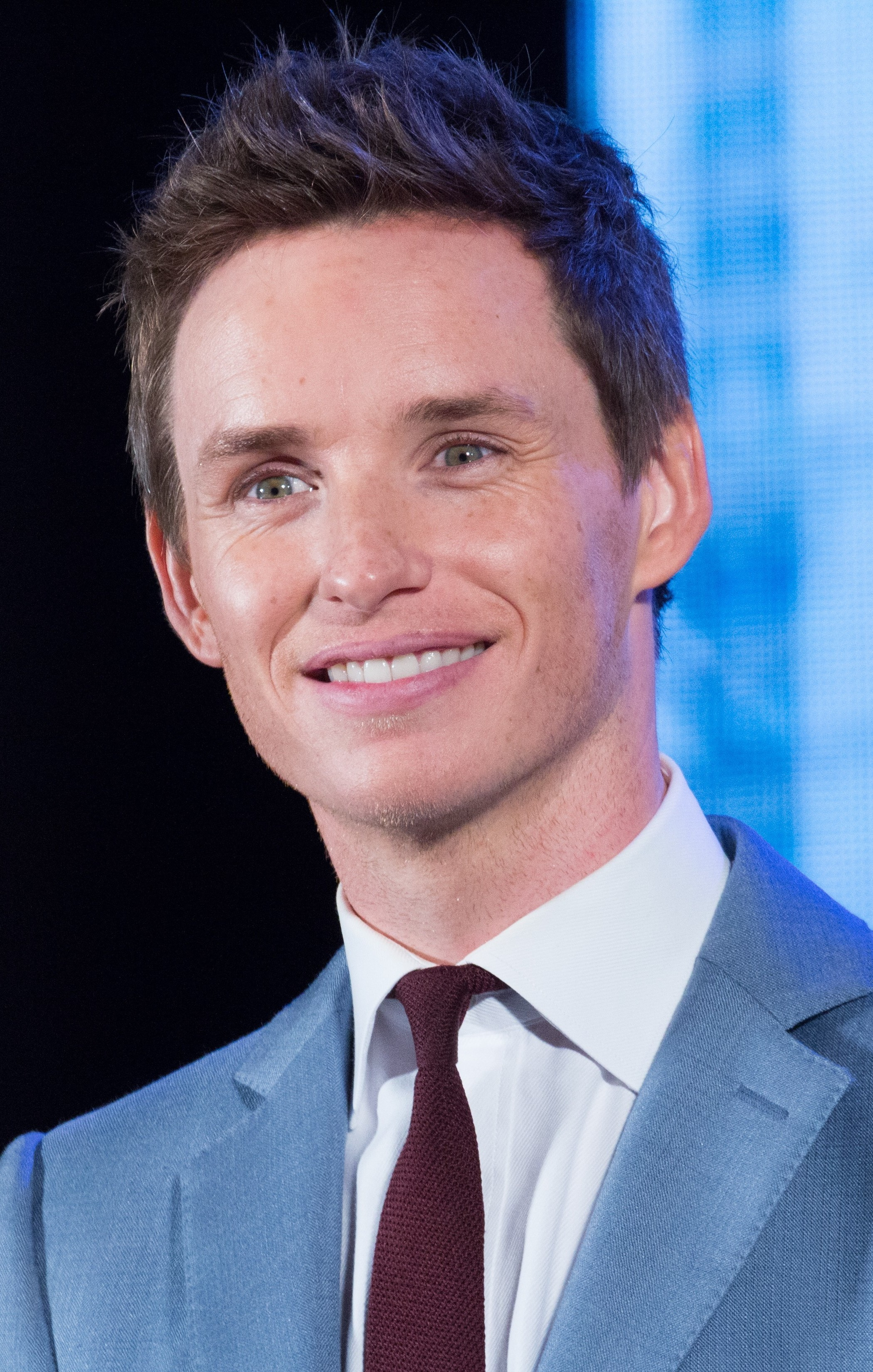
Eddie Redmayne, intérprete de Newt Scamander, en la alfombra roja del estreno en Japón de Animales fantásticos y dónde encontrarlos (2016).

En 1926, Newt Scamander llega a la ciudad de Nueva York con un maletín encantado que contiene en su interior diversos hábitats. Allí alberga múltiples criaturas mágicas, algunas de ellas peligrosas. Cuando varias escapan, Newt debe enmendar la situación en un contexto marcado por el miedo, la tensión y la violencia entre los magos y la comunidad no mágica.

### Animales fantásticos: los crímenes de Grindelwald(2018)
Meses después de los acontecimientos de la primera película, Gellert Grindelwald logra huir de prisión y comienza a reunir seguidores para imponer la supremacía mágica sobre el resto de las personas no mágicas. Albus Dumbledore recurre a su antiguo alumno Newt Scamander para enfrentar esta amenaza.

### Animales fantásticos: los secretos de Dumbledore(2022)
Cinco años después de los sucesos narrados en la segunda entrega, la historia se sitúa en el Reino Unido, Estados Unidos y China, y también transcurre parcialmente en Berlín y Bután. La trama gira en torno a la implicación del mundo mágico en la Segunda Guerra Mundial, mientras Newt y su equipo emprenden una nueva misión para detener a Gellert Grindelwald. Albus Dumbledore, aunque limitado por un antiguo pacto, permanece involucrado en los eventos desde las sombras.

### Futuro
| «Sé que está detenida. Supongo que ahora harán una serie de televisión sobre Harry Potter, probablemente concentrarán sus esfuerzos en eso. Yo, al menos, no he oído que haya nada en camino». —Jude Law en octubre de 2024 |

En octubre de 2016, Rowling anunció que la saga Animales fantásticos constaría de cinco películas, y más adelante confirmó que la historia abarcaría eventos comprendidos entre 1926 y 1945. En febrero de 2022, Heyman declaró que aún no se había comenzado a trabajar en el guion de la cuarta entrega. En abril del mismo año, se informó que Warner Bros. condicionaba la aprobación de las dos películas restantes al desempeño crítico y comercial de Los secretos de Dumbledore. Mikkelsen expresó su opinión de que Depp podría retomar el papel de Grindelwald en una futura producción.
En noviembre de 2022, trascendió que Warner Bros. Discovery no desarrollaba activamente nuevas películas del Mundo Mágico ni mantenía conversaciones con Rowling sobre el futuro de la franquicia, lo que dejó la continuidad de la saga en estado incierto. En octubre de 2023, Yates reveló que la serie había sido «aparcada» tras la tercera película y afirmó que la idea de realizar cinco entregas resultó sorpresiva, ya que muchos de los involucrados solo se habían comprometido con la primera. Un año después, en octubre de 2024, Redmayne declaró que probablemente la tercera entrega marcó la última aparición de Newt en la pantalla grande. Ese mismo mes, Law también consideró poco probable la realización de otra película.

## Televisión
En enero de 2021, se informó que Warner Bros. evaluaba distintas propuestas para desarrollar una serie de televisión ambientada en el Mundo Mágico, con estreno previsto en la plataforma HBO Max. En mayo de 2022, diversos reportes señalaron una reunión entre el director ejecutivo de Warner Bros. Discovery, David Zaslav, y Rowling para discutir futuros proyectos vinculados con dicha franquicia.

## Animales fantásticos: una historia natural
Animales fantásticos: una historia natural es un documental transmitido por BBC One el 27 de febrero de 2022. Presentado por Stephen Fry, el programa relata historias sobre criaturas mágicas y bestias mitológicas presentes en la obra de Rowling, y examina su vínculo con animales reales.

## Cortometraje
Fantastic Beasts of the TSA se emitió en The Late Late Show with James Corden el 17 de noviembre de 2016. En él, Redmayne retomó su papel como Newt Scamander. El cortometraje muestra al personaje en un intento pasar su maletín mágico por el control de seguridad de un aeropuerto en la época actual, donde se enfrenta a un agente de la Administración de Seguridad en el Transporte, interpretado por James Corden.

## Libros
La saga cinematográfica cuenta con publicaciones oficiales que recogen los guiones de cada una de sus entregas. El primero, Fantastic Beasts and Where to Find Them – The Original Screenplay, reúne el texto escrito por Rowling para la película homónima. En septiembre de 2016, Pottermore presentó las portadas finales de las ediciones para el Reino Unido y los Estados Unidos. Miraphora Mina y Eduardo Lima, fundadores del estudio MinaLima, se encargaron del diseño y las ilustraciones interiores. El segundo libro, Fantastic Beasts: The Crimes of Grindelwald – The Original Screenplay, llegó a las librerías el 16 de noviembre de 2018, el mismo día del estreno de la película. Rowling escribió el guion, y MinaLima Design desarrolló el arte de portada. Esta edición, disponible en formato impreso y digital, ofrece una versión del texto adaptada al montaje final del filme, sin escenas eliminadas ni extendidas, y con diálogos modificados de acuerdo con los cambios realizados durante la producción. El tercer volumen, Fantastic Beasts: The Secrets of Dumbledore – The Complete Screenplay, contiene el guion de la tercera entrega, que Rowling y Steve Kloves escribieron en conjunto. La editorial lanzó el libro el 19 de julio de 2022. Paul Kepple y Alex Bruce, diseñadores del estudio Headcase Design, asumieron la dirección visual de la publicación.

## Videojuegos
| Título                                                | Fecha de lanzamiento    | Editorial                              | Desarrolladora(s)                   | Plataforma(s)                           |
| ----------------------------------------------------- | ----------------------- | -------------------------------------- | ----------------------------------- | --------------------------------------- |
| Fantastic Beasts: Cases From the Wizarding World      | 17 de noviembre de 2016 | Warner Bros. Interactive Entertainment | Mediatonic y WB Games San Francisco | Android y iOS                           |
| Fantastic Beasts and Where to Find Them VR Experience | 10 de noviembre de 2016 | Warner Bros. Interactive Entertainment | Framestore                          | Google Daydream                         |
| Fantastic Beasts and Where to Find Them VR Experience | 23 de enero de 2018     | Warner Bros. Interactive Entertainment | Framestore                          | HTC Vive, Oculus Rift y Samsung Gear VR |

## Música
| Título                                                                           | Fecha de lanzamiento    | Duración           | Compositor          | Discográfica     |
| -------------------------------------------------------------------------------- | ----------------------- | ------------------ | ------------------- | ---------------- |
| Fantastic Beasts and Where to Find Them (Original Motion Picture Soundtrack)     | 18 de noviembre de 2016 | 1 hora, 38 minutos | James Newton Howard | WaterTower Music |
| Fantastic Beasts: The Crimes of Grindelwald (Original Motion Picture Soundtrack) | 9 de noviembre de 2018  | 1 hora, 17 minutos | James Newton Howard | WaterTower Music |
| Fantastic Beasts: The Secrets of Dumbledore (Original Motion Picture Soundtrack) | 8 de abril de 2022      | 1 hora, 50 minutos | James Newton Howard | WaterTower Music |

## Recepción

### Recaudación
Animales fantásticos y dónde encontrarlos ocupó el octavo puesto de las películas con mayor recaudación de 2016, mientras que Los crímenes de Grindelwald se ubicó décimo en 2018. Por su parte, Los secretos de Dumbledore se convirtió en la primera cinta del Mundo Mágico en quedar fuera del top diez anual.
| Película                    | Fecha de estreno original | Recaudación      | Recaudación       | Recaudación    | Puesto histórico | Puesto histórico | Presupuesto   | Ref.   |
| Película                    | Fecha de estreno original | EE. UU. y Canadá | Otros territorios | Mundial        | EE. UU. y Canadá | Mundial          | Presupuesto   | Ref.   |
| --------------------------- | ------------------------- | ---------------- | ----------------- | -------------- | ---------------- | ---------------- | ------------- | ------ |
| Dónde encontrarlos          | 18 de noviembre de 2016   | $234 037 575     | $582 000          | $816 037 575   | 178              | 106              | $180 millones | [ 88 ] |
| Los crímenes de Grindelwald | 16 de noviembre de 2018   | $159 555 901     | $496 200 000      | $655 755 901   | 393              | 170              | $200 millones | [ 89 ] |
| Los secretos de Dumbledore  | 15 de abril de 2022       | $95 850 844      | $311 300 000      | $407 150 844   | 880              | 368              | $200 millones | [ 91 ] |
| Total                       | Total                     | $489 444 320     | $1 389 500 000    | $1 878 944 320 | —                | —                | $580 000      |        |

Nota
1. 1 2  Las cifras están expresadas en dólares estadounidenses.[85]

### Recepción crítica
| Película                                          | Crítica           | Crítica         | Audiencia   |
| Película                                          | Rotten Tomatoes   | Metacritic      | CinemaScore |
| ------------------------------------------------- | ----------------- | --------------- | ----------- |
| Animales fantásticos y dónde encontrarlos         | 74% (347 reseñas) | 66 (50 reseñas) | A           |
| Animales fantásticos: los crímenes de Grindelwald | 36% (336 reseñas) | 52 (48 reseñas) | B+          |
| Animales fantásticos: los secretos de Dumbledore  | 46% (247 reseñas) | 47 (49 reseñas) | B+          |

### Reconocimientos

#### Premios Óscar
En 2017, Animales fantásticos y dónde encontrarlos recibió el Óscar al mejor diseño de vestuario. Fue la primera película de la franquicia del Mundo Mágico en obtener este galardón.
| Película                                  | Mejor diseño de producción | Mejor diseño de vestuario |
| ----------------------------------------- | -------------------------- | ------------------------- |
| Animales fantásticos y dónde encontrarlos | Nominada                   | Ganadora                  |

#### Premios BAFTA
| Película                                          | Mejor película británica | Mejor diseño de vestuario | Mejor diseño de producción | Mejor sonido | Mejores efectos visuales |
| ------------------------------------------------- | ------------------------ | ------------------------- | -------------------------- | ------------ | ------------------------ |
| Animales fantásticos y dónde encontrarlos         | Nominada                 | Nominada                  | Ganadora                   | Nominada     | Nominada                 |
| Animales fantásticos: los crímenes de Grindelwald |                          |                           | Nominada                   |              | Nominada                 |

## Exhibiciones y atracciones en parques temáticos

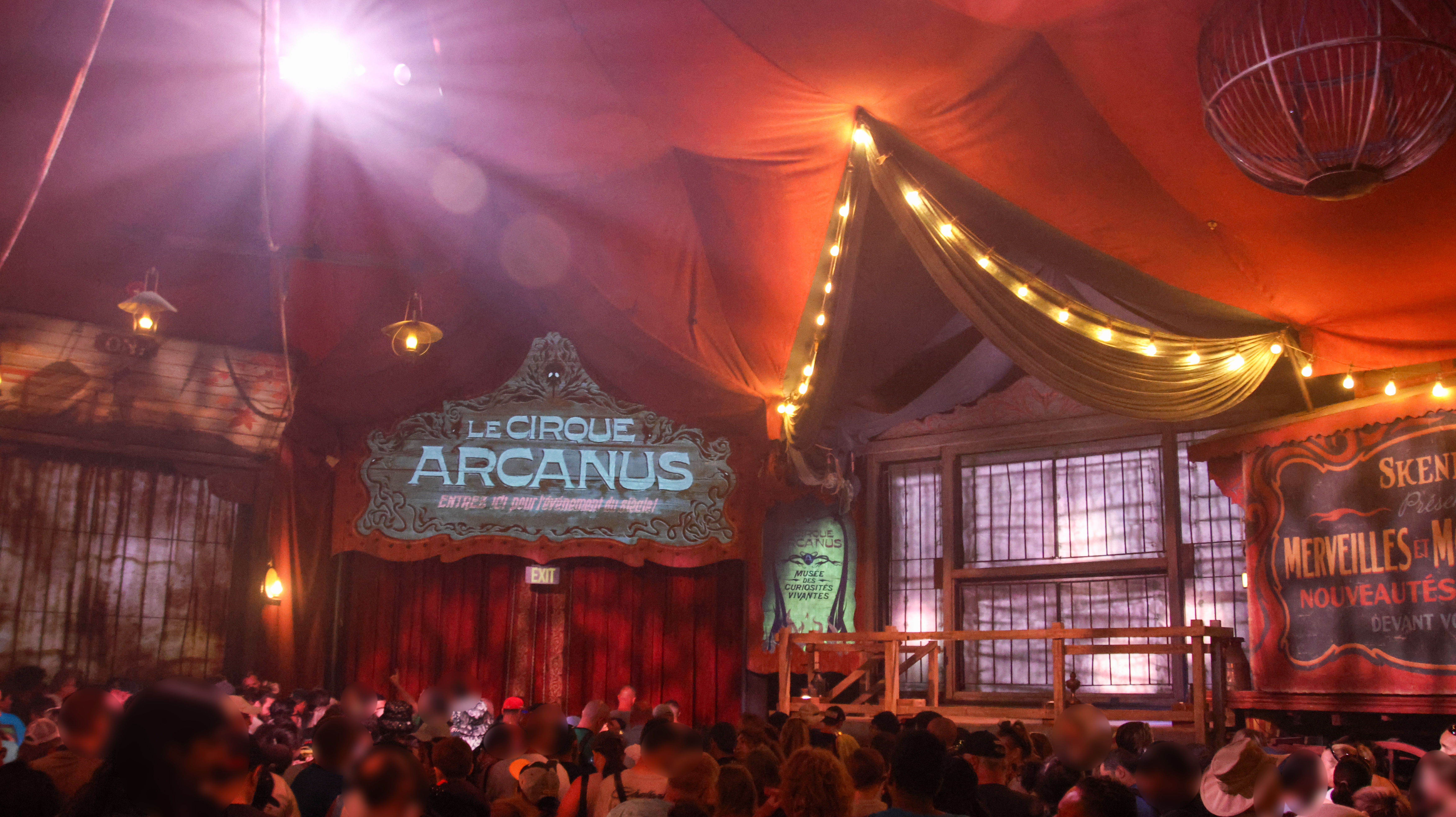
Le Cirque Arcanus en The Wizarding World of Harry Potter (Universal Orlando Resort). Se trata de un circo que se introdujo en Animales fantásticos: los crímenes de Grindelwald (2018).

Fantastic Beasts: The Wonder of Nature se presentó en el Museo de Historia Natural de Londres entre el 9 y el 15 de diciembre de 2020, y nuevamente entre el 17 de mayo de 2021 y el 3 de enero de 2022. La exhibición combinó criaturas, especímenes y artefactos de la colección científica del museo con elementos del Mundo Mágico e instalaciones digitales. Mostró un total de 100 objetos, incluidos accesorios utilizados en las películas de Animales Fantásticos y Harry Potter. Una versión similar abrió el 11 de junio de 2022 en el Museo Real de Ontario, en Toronto, y permaneció disponible hasta el 2 de enero de 2023.
En enero de 2024, Universal Orlando anunció la incorporación de la serie cinematográfica Animales Fantásticos al área The Wizarding World of Harry Potter – Ministry of Magic del parque Universal Epic Universe. Esta nueva sección, inaugurada el 22 de mayo de 2025, recrea el París del Mundo Mágico en los años 1920 y el Ministerio de Magia británico. La zona dedicada a París incluye el espectáculo teatral Le Cirque Arcanus, además de diversas tiendas, restaurantes y experiencias interactivas.

## Reparto
Esta es una lista de los miembros del reparto de Animales Fantásticos que interpretaron o dieron voz a personajes que aparecen en la serie de películas. Está ordenada por película y por el apellido del personaje, ya que algunos personajes han sido interpretados por varios actores.
Lista de indicadores
Esta sección incluye a los personajes que han aparecido en una película de la serie.
- Una celda gris vacía indica que el personaje no apareció en la película.
- C indica un cameo.
- F indica una aparición a través de una fotografía.
- J indica una versión más joven del personaje.
- V indica un rol de voz.

| Personaje                                                         | 2016                                          | 2018 | 2022                                                                                                   |
| Personaje                                                         | Animales fantásticos y dónde encontrarlos     | [[Animales fantásticos: los crímenes de Grindelwald\|Animales fantásticos: los crímenes de Grindelwald]] | [[Animales fantásticos: los secretos de Dumbledore\|Animales fantásticos: los secretos de Dumbledore]] |
| Introducidos en las películas de Harry Potter                     | Introducidos en las películas de Harry Potter | Introducidos en las películas de Harry Potter                                                            | Introducidos en las películas de Harry Potter                                                          |
| ----------------------------------------------------------------- | --------------------------------------------- | --- | --- |
| Aberforth Dumbledore                                              |                                               | | Richard Coyle                                                                                          |
| Albus Dumbledore                                                  |                                               | Jude LawToby RegboJ                                                                                      | Jude Law                                                                                               |
| Gellert Grindelwald                                               | Colin FarrellJohnny DeppC                     | Johnny DeppJamie Campbell BowerJ                                                                         | Mads Mikkelsen                                                                                         |
| Minerva McGonagall                                                |                                               | Fiona Glascott                                                                                           | Fiona Glascott                                                                                         |
| Nagini                                                            |                                               | Claudia Kim                                                                                              | |
| Introducidos en Animales fantásticos y dónde encontrarlos         |                                               | | |
| Abernathy                                                         | Kevin Guthrie                                 | Kevin Guthrie                                                                                            | |
| Credence Barebone (nacido como Aurelius Dumbledore)               | Ezra Miller                                   | Ezra Miller                                                                                              | Ezra Miller                                                                                            |
| Chastity Barebone                                                 | Jenn Murray                                   | | |
| Mary Lou Barebone                                                 | Samantha Morton                               | | |
| Modesty Barebone                                                  | Faith Wood-Blagrove                           | | |
| Gnarlak                                                           | Ron PerlmanV                                  | | |
| Porpentina Esther «Tina» Goldstein                                | Katherine Waterston                           | Katherine Waterston                                                                                      | Katherine WaterstonC                                                                                   |
| Queenie Goldstein                                                 | Alison Sudol                                  | Alison Sudol                                                                                             | Alison Sudol                                                                                           |
| Jacob Kowalski                                                    | Dan Fogler                                    | Dan Fogler                                                                                               | Dan Fogler                                                                                             |
| Seraphina Picquery                                                | Carmen Ejogo                                  | Carmen Ejogo                                                                                             | |
| Newt Scamander                                                    | Eddie Redmayne                                | Eddie RedmayneJoshua SheaJ                                                                               | Eddie Redmayne                                                                                         |
| Henry Shaw Jnr                                                    | Josh Cowdery                                  | | |
| Henry Shaw Snr                                                    | Jon Voight                                    | | |
| Langdon Shaw                                                      | Ronan Raftery                                 | | |
| Madam Ya Zhou                                                     | Gemma Chan                                    | | |
| Leta Lestrange                                                    | Zoë KravitzF                                  | Zoë KravitzThea LambJ Ruby WoolfendenJ                                                                   | |
| Introducidos en Animales fantásticos: los crímenes de Grindelwald |                                               | | |
| Bunty Broadacre                                                   |                                               | Victoria Yeates                                                                                          | Victoria Yeates                                                                                        |
| Carrow                                                            |                                               | Maja Bloom                                                                                               | Maja Bloom                                                                                             |
| Irma Dugard                                                       |                                               | Danielle Hugues                                                                                          | |
| Nicolas Flamel                                                    |                                               | Brontis Jodorowsky                                                                                       | |
| Grimmson                                                          |                                               | Ingvar Eggert Sigurðsson                                                                                 | |
| Eulalie «Lally» Hicks                                             |                                               | Jessica Williams                                                                                         | Jessica Williams                                                                                       |
| Laurena Kama                                                      |                                               | Isaura Barbé-Brown                                                                                       | |
| Yusuf Kama                                                        |                                               | William NadylamIsaac DomingosJ                                                                           | William Nadylam                                                                                        |
| Krall                                                             |                                               | David Sakurai                                                                                            | |
| Vinda Rosier                                                      |                                               | Poppy Corby-Tuech                                                                                        | Poppy Corby-Tuech                                                                                      |
| Theseus Scamander                                                 |                                               | Callum Turner                                                                                            | Callum Turner                                                                                          |
| Skender                                                           |                                               | Ólafur Darri Ólafsson                                                                                    | |
| Introducidos en Animales fantásticos: los secretos de Dumbledore  |                                               | | |
| Edith                                                             |                                               | | Ramona Kunze-Libnow                                                                                    |
| Henrietta Fischer                                                 |                                               | | Valerie Pachner                                                                                        |
| Helmut                                                            |                                               | | Aleksandr Kuznetsov                                                                                    |
| Otto                                                              |                                               | | Matthias Brenner                                                                                       |
| Vicência Santos                                                   |                                               | | Maria Fernanda Cândido                                                                                 |
| Liu Tao                                                           |                                               | | Dave Wong                                                                                              |
| Anton Vogel                                                       |                                               | | Oliver Masucci                                                                                         |
| Warder                                                            |                                               | | Peter Simonischek                                                                                      |

Notas
1. ↑  Farrell interpreta a Grindelwald en la mayor parte de la película haciéndose pasar por el auror Percival Graves.[117]
2. ↑  Mikkelsen sustituyó a Depp después de que se le pidiera que dimitiera debido a la publicidad negativa resultante del caso Johnny Depp contra The Sun.[120]
3. ↑  Guthrie iba a regresar, pero fue despedido antes de que comenzara la producción debido a su juicio y posterior condena en un caso de agresión sexual.[123]